# Petruskerk ('s-Heer Arendskerke)
De Petruskerk is een kerk van de Protestantse Kerk Nederland in 's-Heer Arendskerke in de provincie Zeeland, waarvan de toren in eigendom is bij de gemeente Goes. Het kerkgebouw en de toren zijn elk een rijksmonument.

## Geschiedenis
Op de plaats van de huidige kerk is vermoedelijk in de twaalfde eeuw door "Heer Arend", ook wel "Arend met den buik" genoemd, een kerk gesticht. Dit was de stamvader van adellijke families in dit deel van Zeeland. De huidige kerk stamt uit de veertiende en vijftiende eeuw. Toren en koor werden toen los van elkaar gebouwd en verbonden door het schip, de huidige kerk, die naar verluidt stamt van rond 1450. Het schip was gewijd aan Sint-Pieter, wat terugkomt in de naam Petruskerk. Eind zestiende eeuw, ten tijde van de beeldenstorm, werden altaren en beelden uit de kerk verwijderd en werd de kerk als protestante kerk ingericht. Het aan Johannes gewijde koor werd in 1859 afgebroken. Ter plaatse werd een consistoriekamer gebouwd. In 1906 werd de kerk gerestaureerd door Jan Verheul en zoveel mogelijk in zestiende-eeuwse staat teruggebracht. Er volgden nog restauraties in 1955-6 en 2002-3.

## Interieur
De kerk heeft een rijk interieur met veel oude elementen. De preekstoel stamt uit 1649, de deur naar de consistoriekamer heeft een vergelijkbare leeftijd. Er staan banken uit ongeveer 1525, en twee herenbanken uit 1650 en 1739 (deze laatste is grondig gerestaureerd in 1906). De ene herenbank is verbonden aan de heerlijkheid van 's-Heer Arendskerke, de andere aan de heerlijkheid Baarsdorp.
In de kerk hangt een orgel uit 1708, dat oorspronkelijk voor een kerk of klooster in Belgisch Brabant was gebouwd en daarna in de katholieke Sint Willibrorduskerk van Zierikzee hing. Het orgel werd uitgebreid met een tweede klavier en werd in 1868 aangekocht en op 20 mei 1869 voor het eerst bespeeld. Het is daarna in 1903 en 1923 nog flink herzien en aangepast.
In de toren bevindt zich een oude klok uit 1591 van Thomas Bot en een moderne klok. Het uurwerk stamt uit de zeventiende eeuw.

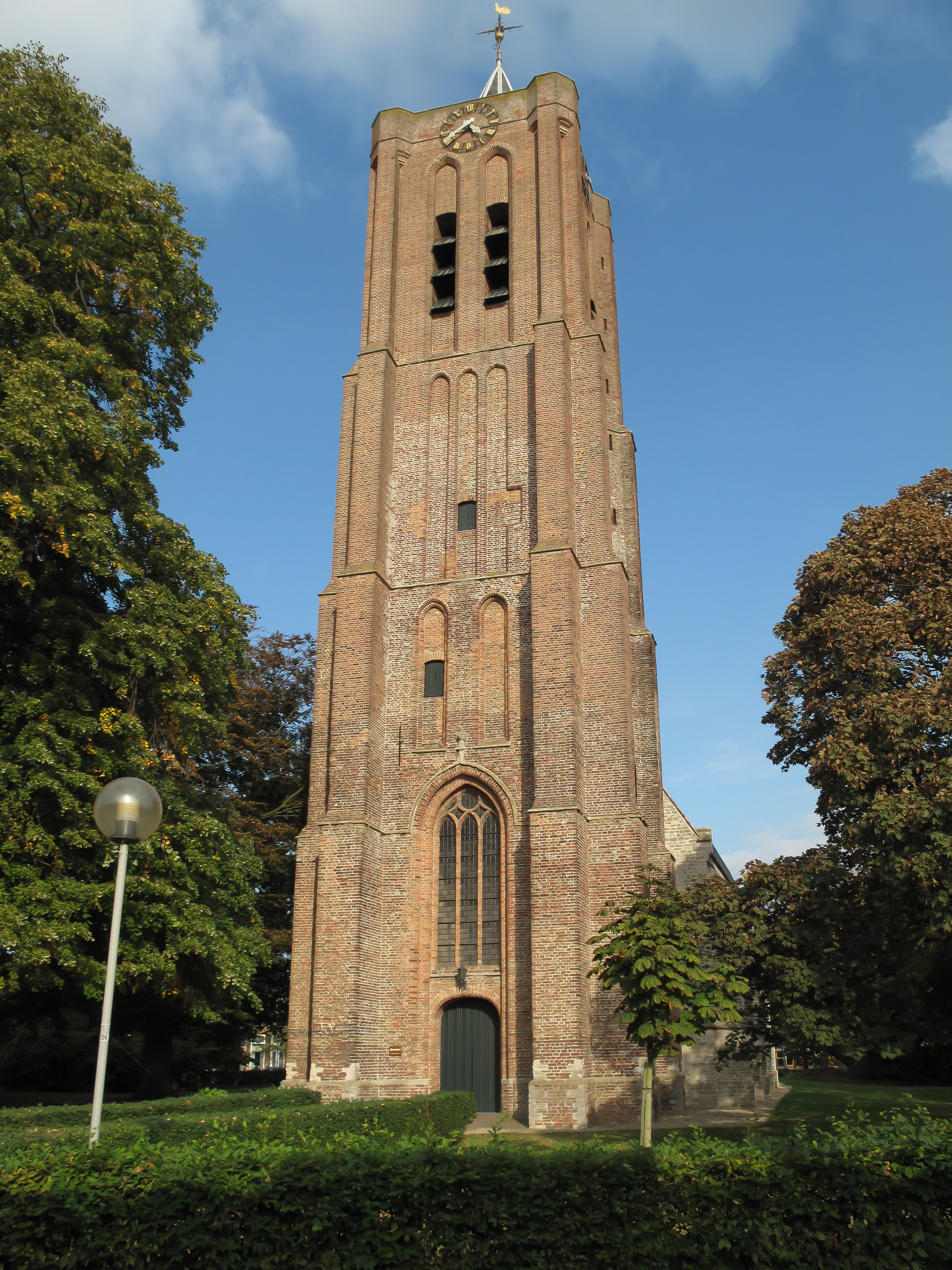
Toren
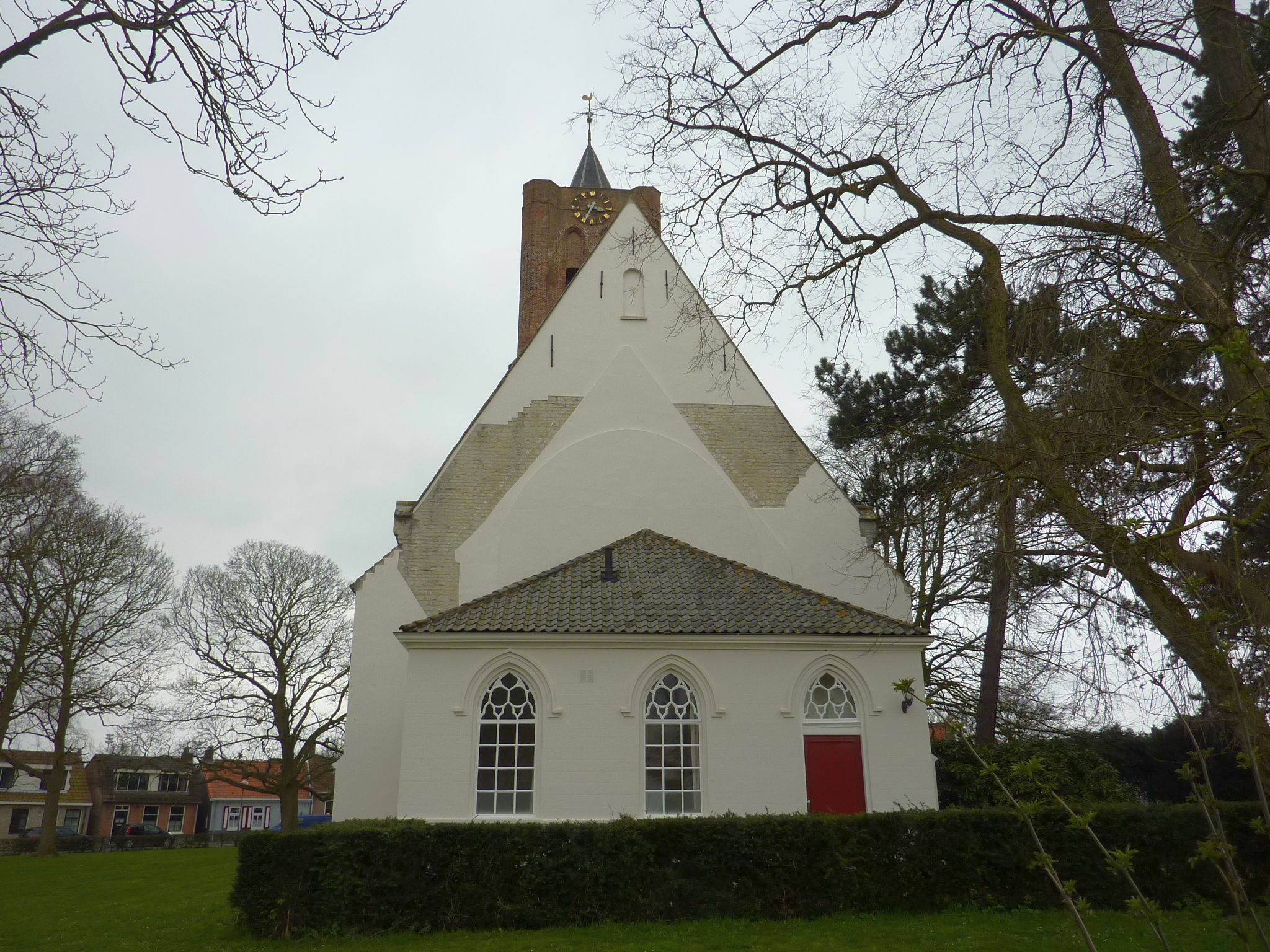
Consistoriekamer
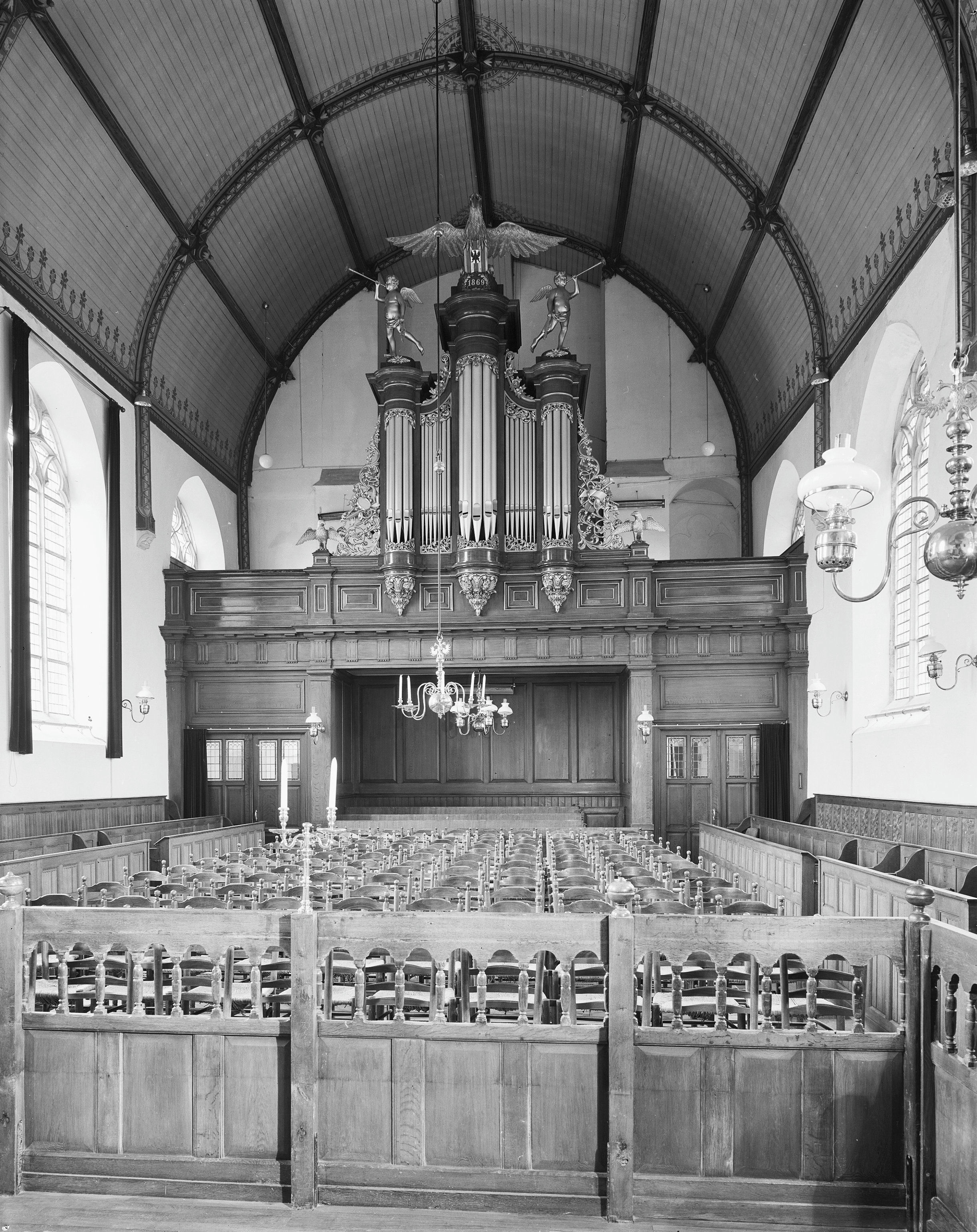
Orgel
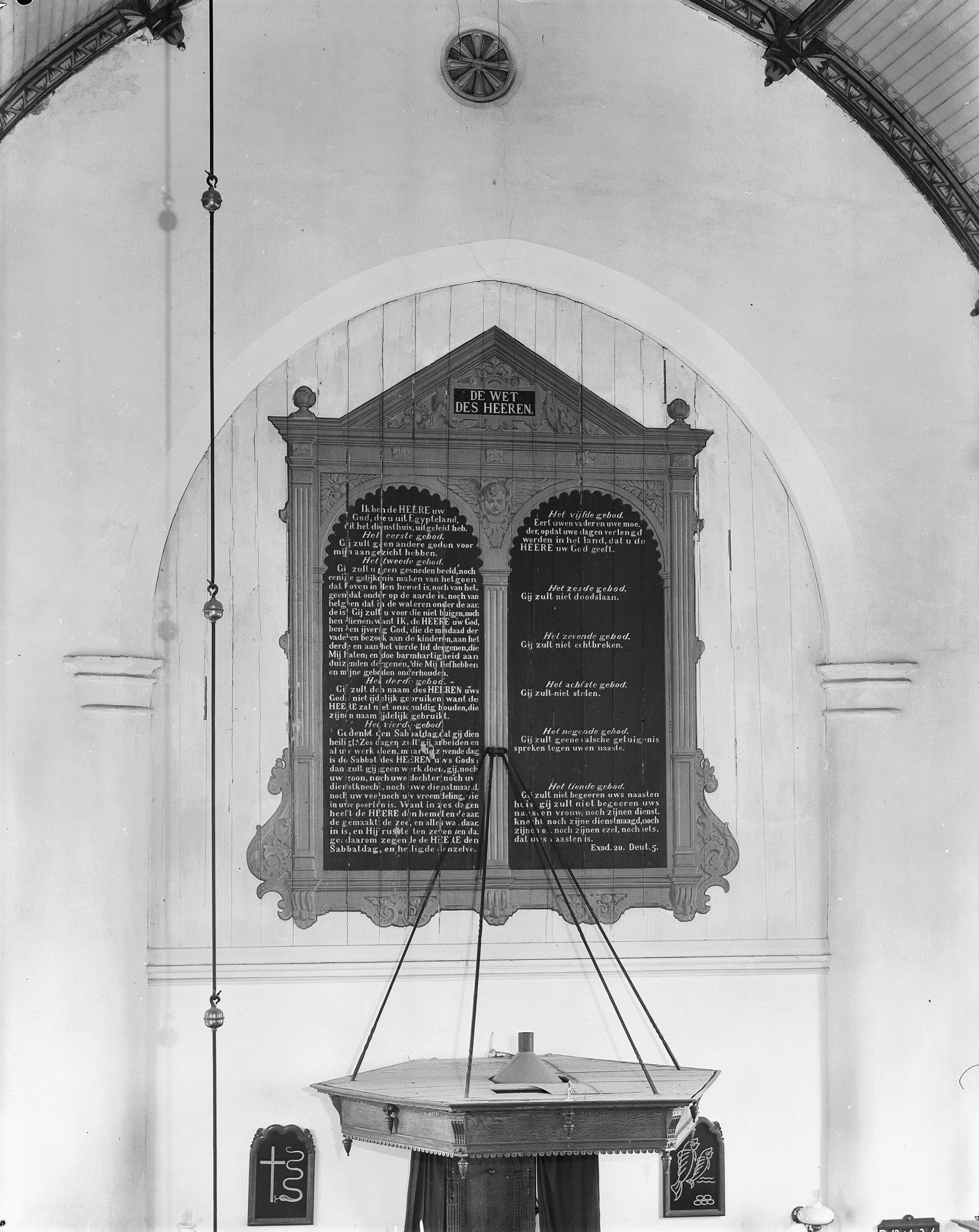
Tiengebodenbord
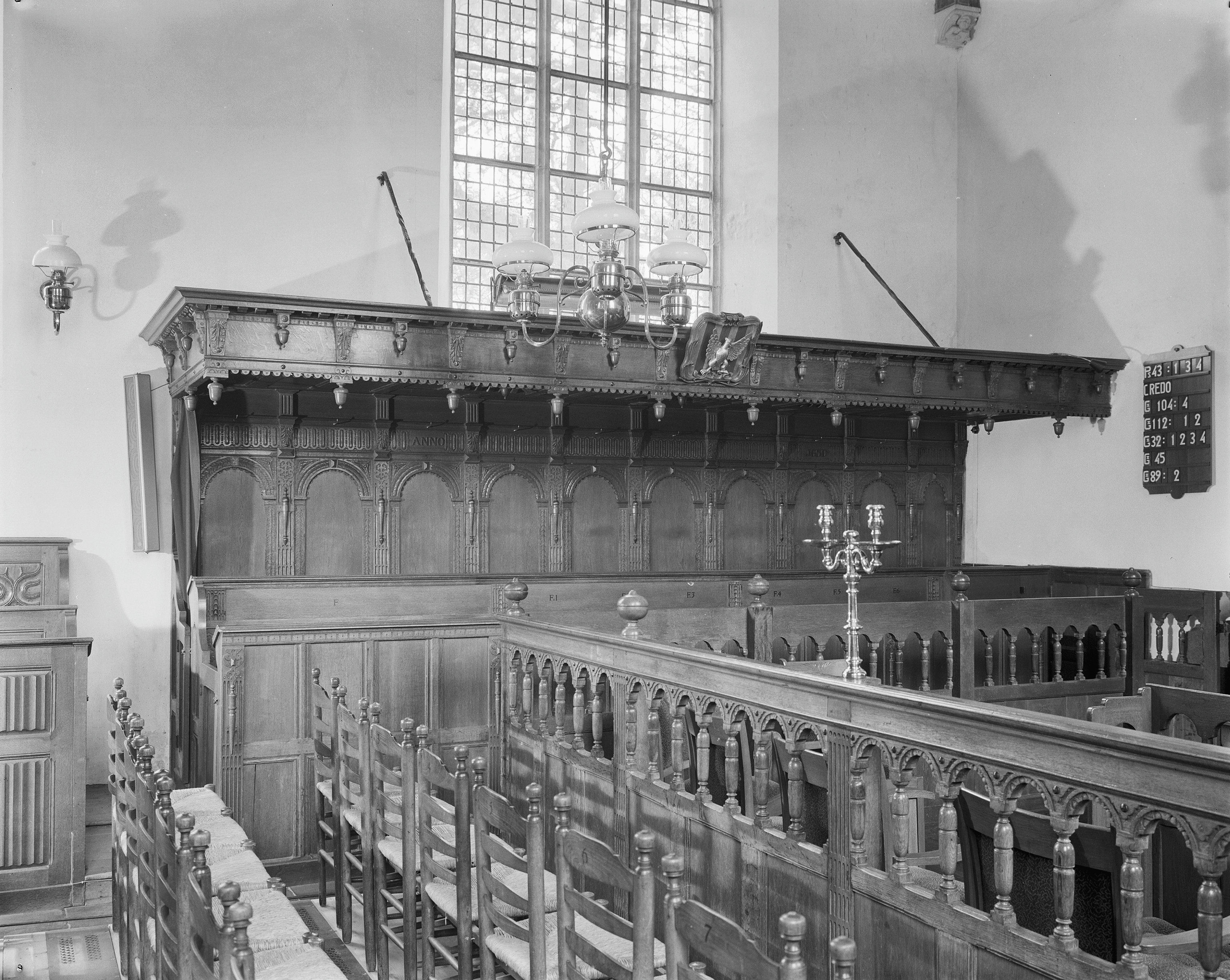
Herenbank